# Орёл Хааста
Орёл Хааста (лат. Hieraaetus moorei) — вид хищных птиц из семейства ястребиных, самая крупная хищная птица исторической эпохи, весившая от 10 до 14 кг и имевшая размах крыльев до 2,6 метров у самок, более крупных, чем самцы. Это примерно на 30—40 % больше, чем одна из крупнейших современных хищных птиц — южноамериканская гарпия. Орёл Хааста обитал на Южном острове Новой Зеландии и охотился главным образом на разные виды моа, а также, вероятно, на других крупных нелетающих птиц, в том числе на 18-килограммового гигантского гуся Cnemiornis calcitrans. Как и другие крупные животные, орёл Хааста вымер вскоре после заселения Новой Зеландии маорийцами.
Маори называли эту птицу Те-Поуакаи или Те-Хокиои, что, вероятно, было подражанием издаваемым этим орлом звукам. Существует даже маорийский наскальный рисунок, изображающий человека с двумя очень крупными убитыми птицами. Одна из них, по всей вероятности, является альбатросом, а другая, предположительно, орлом Хааста. Первое научное описание этого вида выполнил немец Юлиус фон Хааст.
Орлу приписывалось поведение людоеда: в некоторых легендах маори орёл убивал людей, что может быть похожим на правду. Учитывая размер и силу птицы, он мог справиться с ребёнком. Быстрое исчезновение его основной добычи — моа и других крупных нелетающих птиц, в результате охоты маори, — видимо привело к его вымиранию. На орла Хааста маорийцы также могли охотиться. Существует ряд ископаемых остатков орла Хааста, в том числе кости, обработанные поселенцами. Предполагается, что орёл Хааста вымер вместе с рядом видов моа в XV веке, однако заявления о встрече крупных орлов продолжались вплоть до конца XIX века, но они, скорее всего, не относились к этому виду.

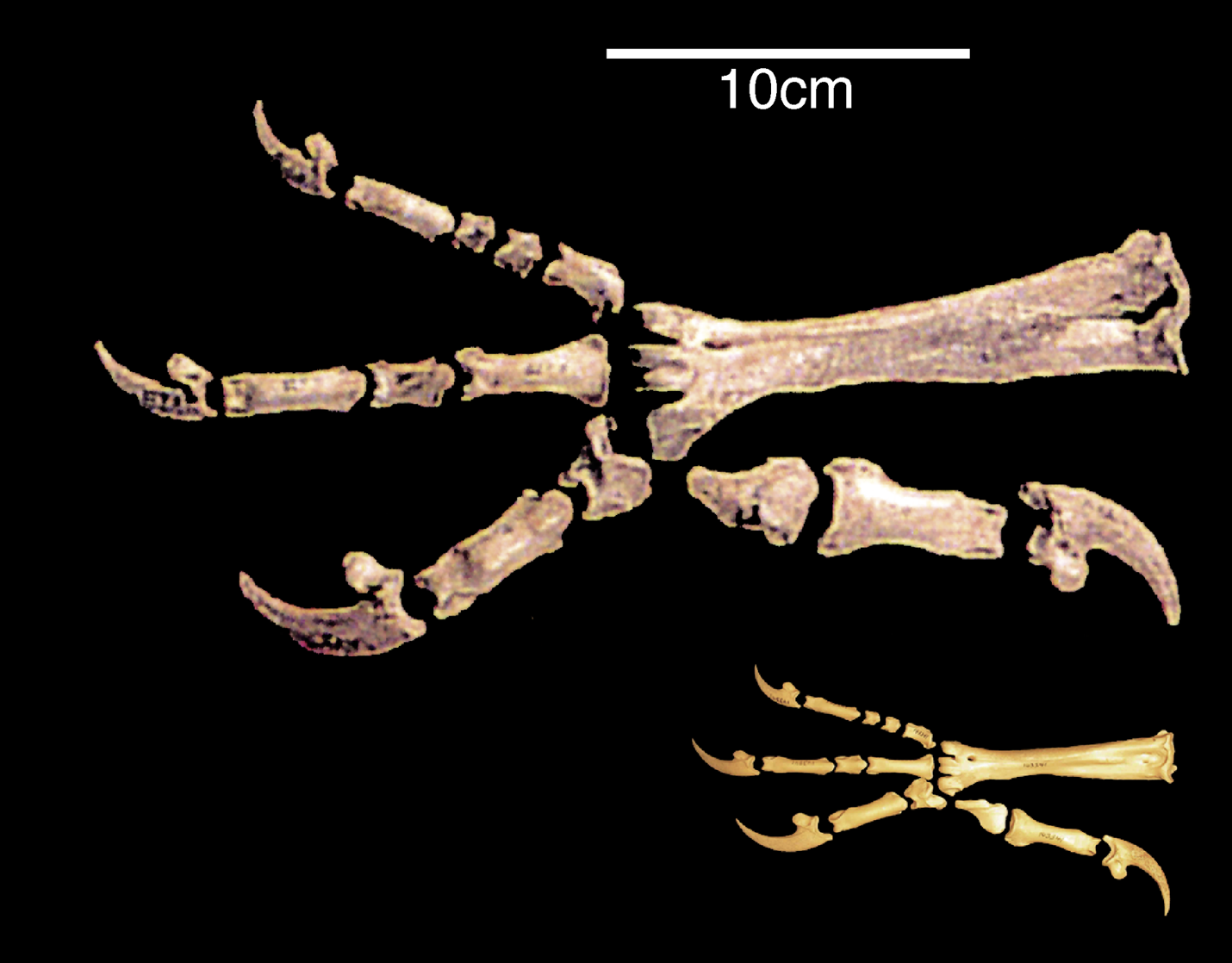
Стопа орла Хааста, ниже для сравнения — стопа австралийского орла-карлика

Орёл Хааста заполнял особую нишу в новозеландской фауне, в которой доминировали птицы и в которой, кроме одного крупного вида геккона, не существовало наземных хищников. Добыча умерщвлялась особо длинными и сильными когтями, которыми орёл, вероятно, впивался в голову и шею моа. У него были достаточно короткие крылья для его размеров, и, как предполагают учёные, он не был способен к длительному парящему полёту. Но это ему и не требовалось для охоты в густых лесах доисторической Новой Зеландии. Орёл, по-видимому, наблюдал за добычей с возвышенного места, например с дерева, и с большой скоростью нападал на неё, подлетая сзади.
Анализы ДНК показывают, что орёл Хааста был близким родственником евразийского орла-карлика (Hieraaetus pennatus) и австралийского орла-карлика (Hieraaetus morphnoides), а не, как предполагалось ранее, клинохвостого орла (Aquila audax). Ветвь орла Хааста развилась от 1,8 миллионов до 700 тысяч лет назад. Увеличение за этот отрезок времени веса в 10—15 раз является одним из самых стремительных эволюционных увеличений в размере, наблюдавшихся у позвоночных. Вероятно, этому способствовало наличие крупной добычи и отсутствие других крупных хищников.